# Зелин-Црнолуський
45°23′ пн. ш. 14°41′ сх. д. / 45.39° пн. ш. 14.68° сх. д.
Зелин-Црнолуський (хорв. Zelin Crnoluški) — населений пункт у Хорватії, у Приморсько-Горанській жупанії у складі міста Делниці.

## Населення
Населення за даними перепису 2011 року становило 0 осіб.
Динаміка чисельності населення поселення:

## Клімат
Середня річна температура становить 7,08 °C, середня максимальна – 19,98 °C, а середня мінімальна – -6,18 °C. Середня річна кількість опадів – 1556 мм.
| Клімат поселення                              | Клімат поселення | Клімат поселення | Клімат поселення | Клімат поселення | Клімат поселення | Клімат поселення | Клімат поселення | Клімат поселення | Клімат поселення | Клімат поселення | Клімат поселення | Клімат поселення | Клімат поселення |
| Показник                                      | Січ.             | Лют.             | Бер.             | Квіт.            | Трав.            | Черв.            | Лип.             | Серп.            | Вер.             | Жовт.            | Лист.            | Груд.            |                  |
| Середній максимум, °C                         | 3,70             | 4,20             | 6,62             | 10,42            | 15,10            | 18,95            | 19,98            | 19,76            | 16,12            | 12,10            | 7,10             | 3,42             |                  |
| Середня температура, °C                       | −1,24            | −0,74            | 1,66             | 5,47             | 10,16            | 14,01            | 16,18            | 15,98            | 12,32            | 8,30             | 3,30             | −0,38            |                  |
| Середній мінімум, °C                          | −6,18            | −5,7             | −3,27            | 0,52             | 5,21             | 9,06             | 12,38            | 12,16            | 8,51             | 4,49             | −0,5             | −4,18            |                  |
| Норма опадів, мм                              | 102              | 100              | 119              | 132              | 115              | 136              | 97               | 117              | 140              | 172              | 185              | 141              |                  |
| Середньомісячна швидкість вітру, м/с          | 3.38             | 3.56             | 3.57             | 3.29             | 3.05             | 2.90             | 2.72             | 2.83             | 2.95             | 3.30             | 3.60             | 3.66             |                  |
| Середньомісячна сонячна радіація, кДж/м²·день | 4277             | 7127             | 10271            | 14610            | 18741            | 20141            | 21765            | 18206            | 13522            | 8849             | 4643             | 3578             |                  |
| --------------------------------------------- | ---------------- | ---------------- | ---------------- | ---------------- | ---------------- | ---------------- | ---------------- | ---------------- | ---------------- | ---------------- | ---------------- | ---------------- | ---------------- |
| Джерело:                                      |                  |                  |                  |                  |                  |                  |                  |                  |                  |                  |                  |                  |                  |